# بيترو كرون
بيترو كرون (بالدنماركية: Pietro Krohn)‏ هو مصمم ومصمم ورسام دنماركي، ولد في 23 يناير 1840 في كوبنهاغن في الدنمارك، وتوفي بنفس المكان في 15 أكتوبر 1905.